# ジンジャーの青春日記
『ジンジャーの青春日記』（ジンジャーのせいしゅんにっき、As Told by Ginger）は、アメリカ合衆国のテレビアニメ。エミー賞にノミネートされたことがあるが、現在アメリカ合衆国では第3シーズンの一部および最終シーズンの放送がなされていない。
コネチカット州の架空の町にあるラッキー中学校に通う中学生ジンジャーの青春を描いた番組。番組の中でジンジャーは日記をつけていく。

## 登場人物

### メインキャラクター
ジンジャー (Ginger Foutley)
声 - メリッサ・ディズニー/日本語版 - 半場友恵
このアニメの主人公。繊細な性格で、自分のアイデンティティを模索している。
ダレン (Darren Patterson)
声 - ケニー・ブランク（Fair to Cloudyではケン・マイケル名義でクレジットされていた）/豊川功博
ジンジャーの友人で、落ち着いた性格からジンジャーに尊敬されている。兄は学校の人気者。シーズン2-3にて登場。
カール (Carl Foutley)
声 - ジェニー・イライアス/水田わさび
コートニー (Courtney Gripling)
声 - リズ・ジョージズ
ジンジャーの友人。ナルシストで、学校一の人気者だと考えている。
メイシー (Macie Lightfoot)
声 - ジャッキー・ハリス/和久田み晴
ジンジャーの友人。内気で臆病。
ドディ (Dodie Bishop)
声 -アスペン・ミラー/笠井律子
ジンジャーの友人。
フッジー(Robert Joseph "Hoodsey" Bishop)
声 - トレス・マクニール/麻生まどか
ドディの兄弟。
Miranda Killgallen
声 -  クリー・サマー/木内レイコ
ロイス (Lois Foutley)
声 - ラレイン・ニューマン/滝沢ロコ
ジンジャーの母親。
Blake Gripling
声 - キャス・スーシー
Ian Richton
声 - アダム・ワイリー
シーズン1のみに登場
ミプシー (Melissa "Mipsy" Mipson)
声 - サンディ・フォックス/伊藤亜矢子
シーズン2から3にかけて登場

### メインキャラクターの関係者
Joann Bishop
声 - スーザン・クレブス
Mr. Cilla
声 - ルイス・アークエット
サーシャ (Sasha)
声 - J・エヴァン・ボニファント/里見圭一郎
Fred
声 - トラン・コーデル
ブランドン (Brandon Higsby)
声 - グレイ・デライル/深水由美
Dr. Weinstein
声 - ラリー・ドレイク
Mrs. Patterson
声 - ジャネット・デュボワ
Dr. Leventhal
声 - ベス・ホーランド
Mrs. Gordon
声 - キャスリーン・フリーマン 
George Magroity
声 - クエントン・フリン
Bobbie Lightfoot
声 - Mary Gross
ゾースキー先生 (Ms. Zorski)
声 - エリザベス・ハルパーン/深水由美
David Dave
声 - David Jeremiah
ウィンストン (Winston)
声 - ジョン・カッサー/柴田創一郎
Chet Zipper
声 - Hope Levy
ノエル (Noelle Sussman)
声 - Emily Kapnek / 那須めぐみ
Buzz Harris
声 - トム・ケニー
Claire Gripling
声 - キャンディ・ミロ
Mr. Bowers
声 - スチュアート・パンキン 
なお、原語版声優は数学教師の役も兼任した。
Steven Applebaum
声 - Robbie Rist
Jimmy
声 - ケビン・マイケル・リチャードソン
Ralphie
声 - Mike Simone
Mr. Briggs
声 - ブライアン・トチ
Mrs. Grimley
声 - ビリー・ウェスト
グリップリング夫人
声/水落幸子
ジュニア・シニア
声/笹川亜矢奈
リーサス
声/栗山桃実

### ゲスト
Hall Moniter
声- オリヴァー・ハック
オペレーター
声 - エイドリアン・フランツ
カールの美術の先生 (Carl's Art Teacher)
声 - クリスティナ・ピックルズ

## スタッフ
- 音声演出：チャーリー・アドラー
- 製作：クラスキー・シスポ
- 原作：Emily Kapnek
- 英語版主題歌：メイシー・グレイ